# Římskokatolická farnost Černívsko
Římskokatolická farnost Černívsko je územním společenstvím římských katolíků v rámci strakonického vikariátu Českobudějovické diecéze.

## O farnosti

### Historie
Plebánie byla v Černívsku zřízena roku 1360. V pozdější době zanikla. Roku 1786 byla v místě zřízena lokálie (o rok později začaly být vedeny samostatné matriky) a ta byla později povýšena na samostatnou farnost.

### Současnost
Černívská farnost je administrována ex currendo z Blatné.
| Kostel                     | Místo     | Bohoslužba              | Bohoslužba | Poznámka     |
| -------------------------- | --------- | ----------------------- | ---------- | ------------ |
| Kostel Nejsvětější Trojice | Černívsko | 1. a 3. neděle v měsíci | 11.30      | farní kostel |